# 岩黒島

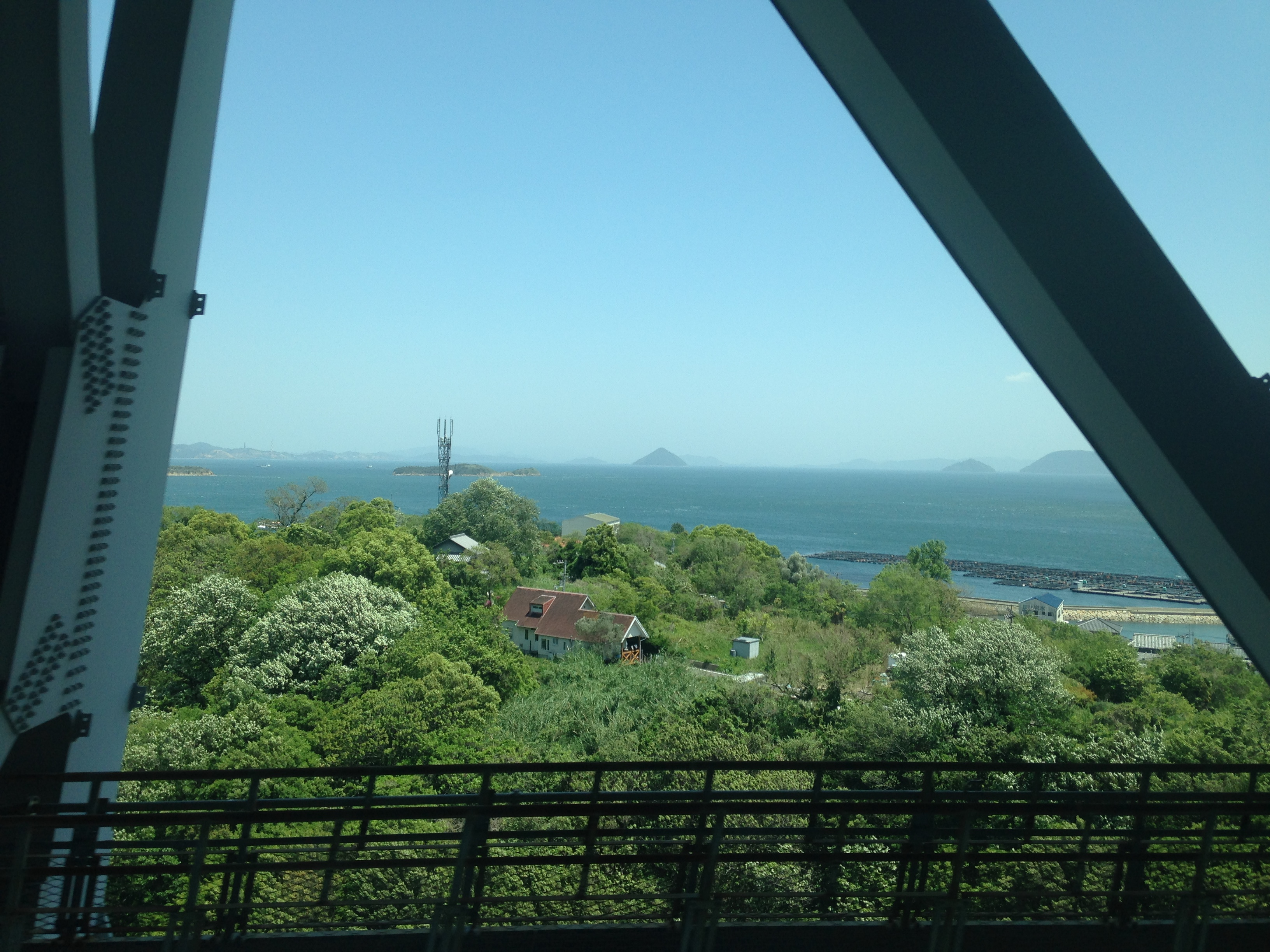
瀬戸大橋線の列車内より島内を望む

岩黒島（いわくろじま、いくろじま）は香川県坂出市の瀬戸内海に浮かぶ塩飽諸島の島。瀬戸大橋が渡っている。

## 概要
人口94人、面積0.16km2、周囲1.6km。全域が香川県坂出市岩黒に属している。郵便番号は762-0072（坂出郵便局管区）。

## 歴史

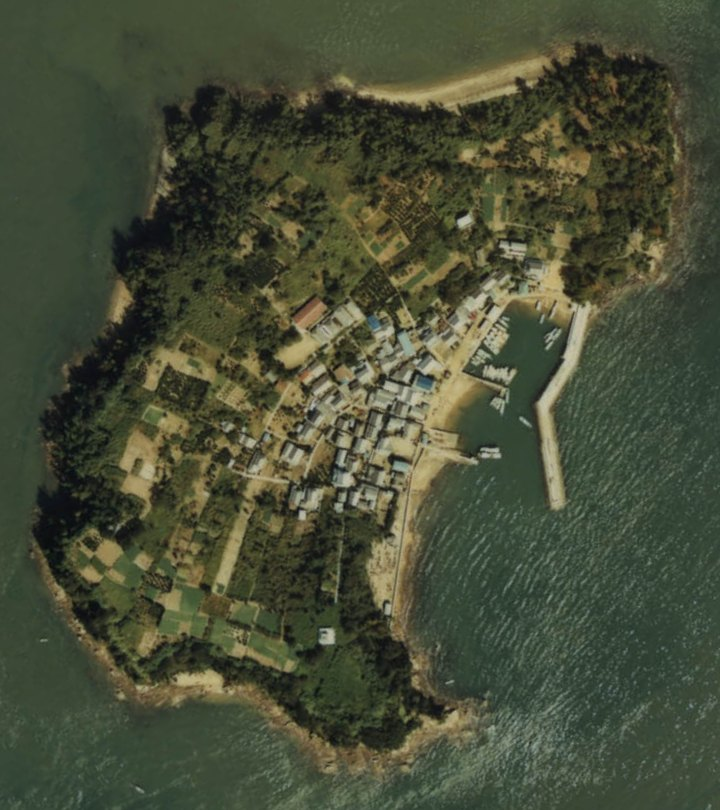
架橋前の岩黒島全体の空中写真。

かつては全域が「仲多度郡与島村」（よしまそん）に属していたが、1953年（昭和28年）に坂出市に編入された。1988年（昭和63年）には瀬戸大橋が開通し本土へ陸続きで渡れるようになった。北隣の櫃石島、南隣の与島にも陸続きで渡れる。

### 年表
- 1953年（昭和28年）4月1日 - 仲多度郡与島村が坂出市に合併。
- 1983年（昭和58年）4月8日 - 瀬戸大橋岩黒島高架橋工事着工。
- 1988年（昭和63年）4月10日 - 瀬戸大橋開通。

## 交通

### 道路
- 瀬戸中央自動車道岩黒島インターチェンジ - 下り線のみ

瀬戸中央自動車道の下り線にのみ島民専用のランプウェイがあり、島民・関係者のみ、専用カードによりゲートを通り、児島方面から島へ下り、島から坂出方面に向かうことができる。
専用カード所有者が坂出方面から島に向かう場合、一旦櫃石島インターチェンジに向かい、流出ゲートの前のUターン場でUターンして、改めて岩黒島のランプウェイに向かうことになる。
同様に島から児島方面に向かう場合は、ランプウェイを上がって与島インターチェンジに向かい、流出ゲートの前のUターン場でUターンして北上する。
いずれの場合も、専用カードがない一般の者は利用できない。

### バス
- 琴参バス：瀬戸大橋線

瀬戸大橋上にバス停留所があり、観光客などはエレベーターで島へ出入りすることができる。非常電話もある。
また、反対車線からの移動はトンネルを使ってエレベーターまで移動する。
2021年3月31日まで下津井電鉄も運行していた。
※この島には鉄道(瀬戸大橋線)が通っているが、駅はなく島へのアクセスは出来ない。

## 主な施設

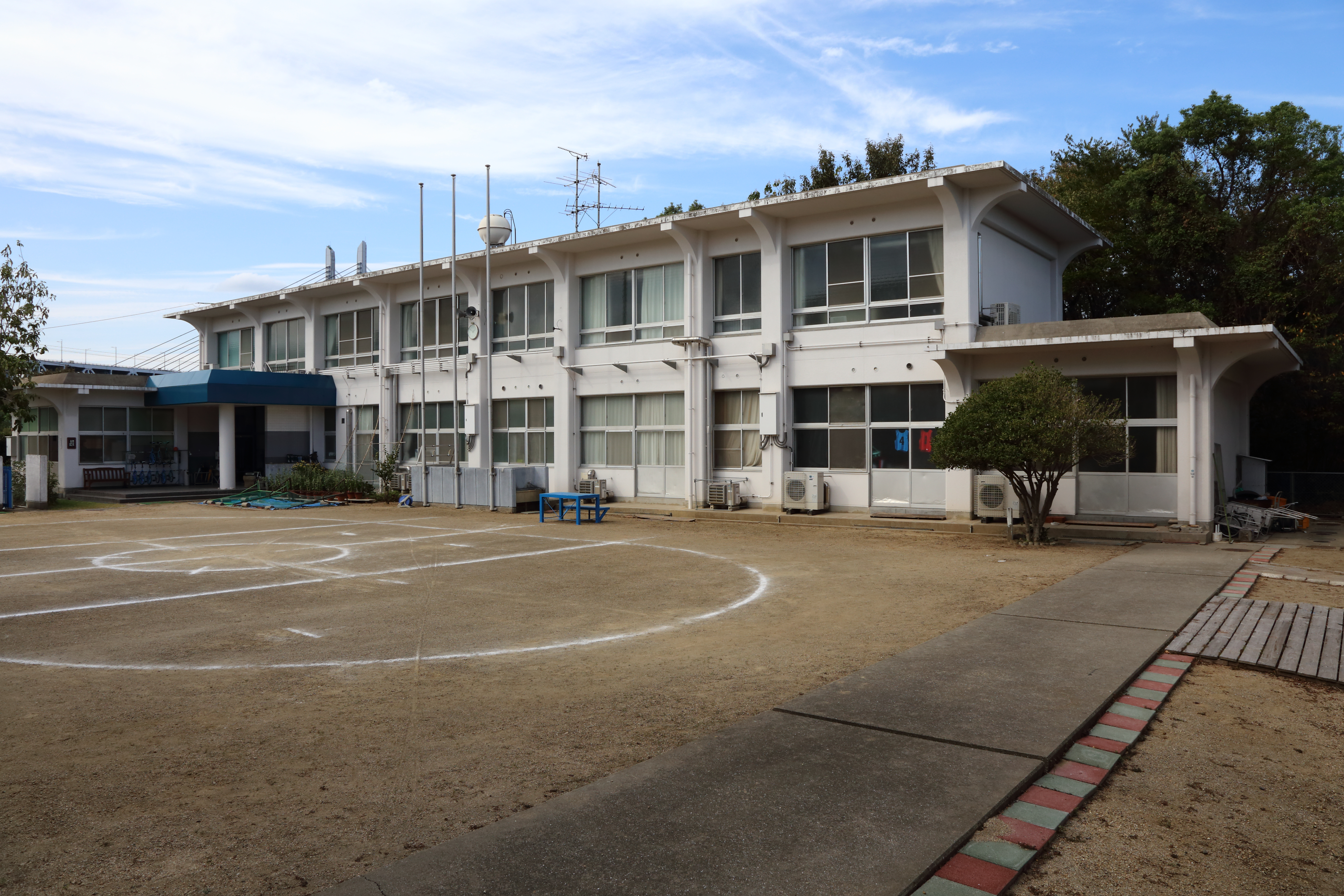
坂出市立岩黒小中学校
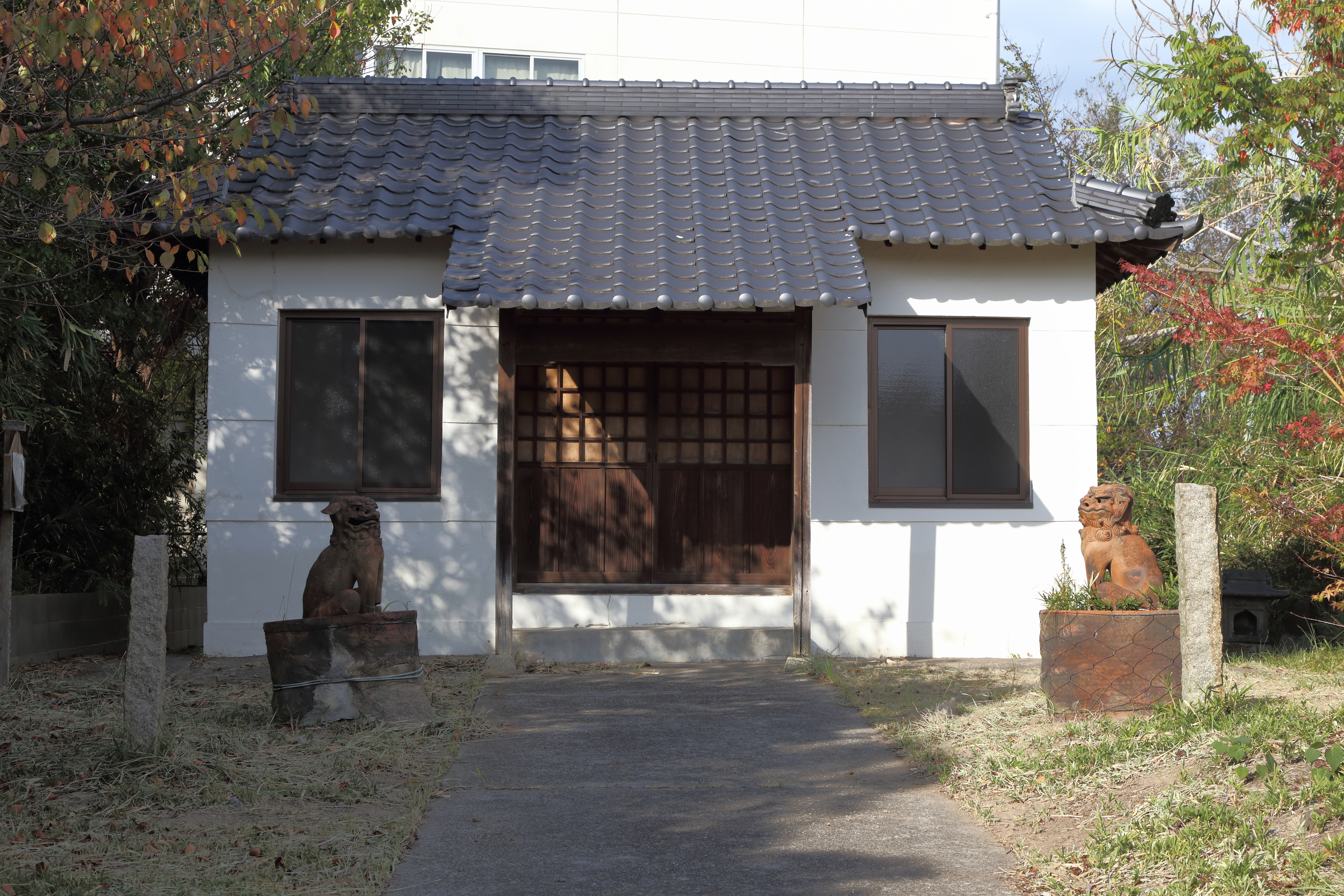
大天狗神社
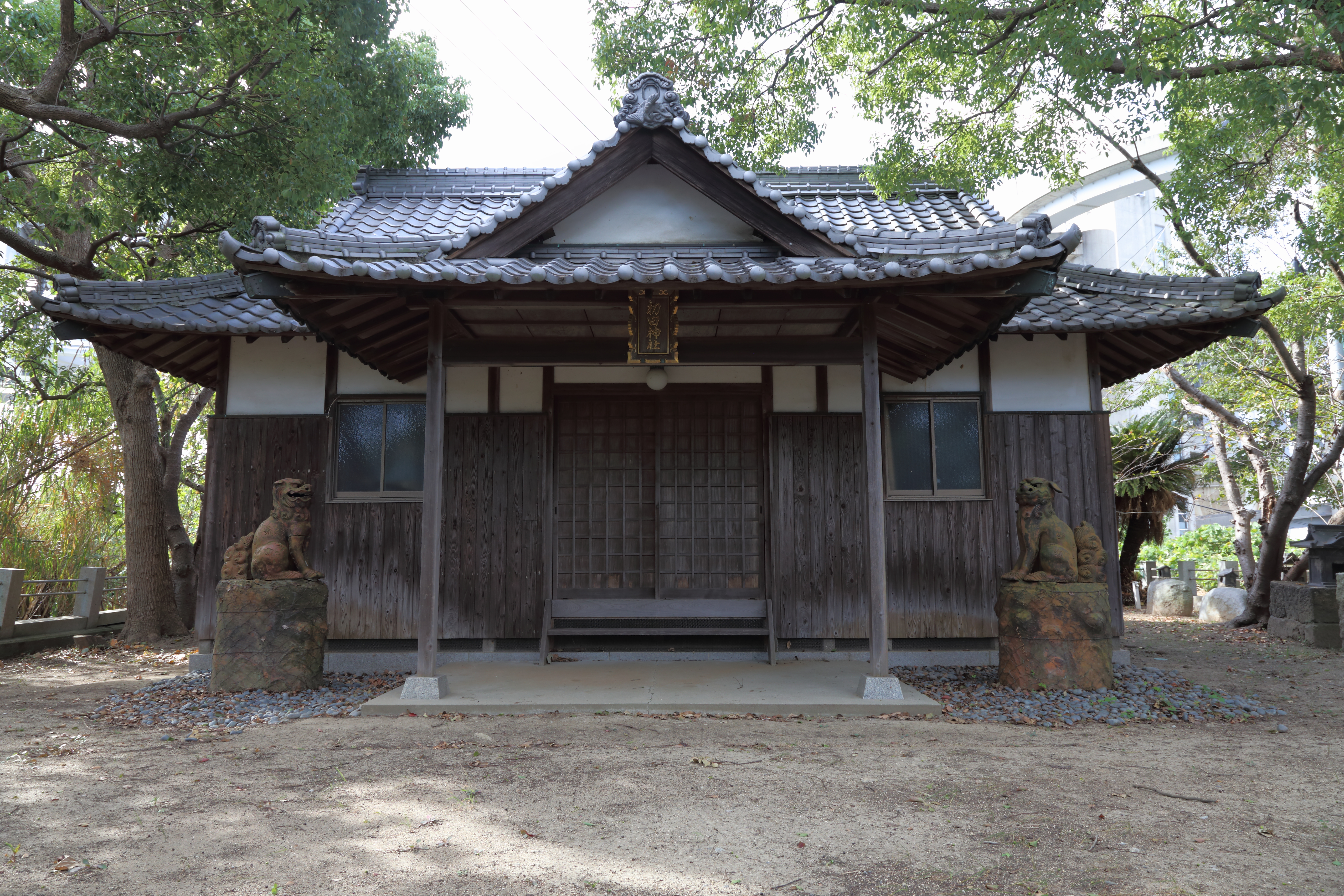
初田神社

- 坂出市立岩黒小中学校
- 大天狗神社
- 初田神社